# Pedro Manrique de Lara y Mendoza
Pedro Manrique de Lara y Mendoza (1381-Valladolid, 21 de septiembre de 1440) fue un adelantado mayor de León y notario mayor del dicho reino, miembro del Consejo Real y VIII señor de Amusco.
Era hijo de Diego Gómez Manrique de Lara (m. 1385) y de Juana de Mendoza. Heredó todas sus posesiones, convirtiéndose en octavo señor de Amusco, tercero de Treviño etc. Además, adquirió Villarta-Quintana, Villahorceros, Eterna, Anguiano y, por concesión de Juan II de Castilla en 1429, Paredes de Nava.
Murió el 21 de septiembre de 1440 en Valladolid.

## Matrimonio y descendencia
Contrajo matrimonio con Leonor de Castilla y Albuquerque, hija ilegítima del I duque de Benavente Fadrique Enríquez. Fruto de su matrimonio tuvieron quince hijos:
- Diego Gómez Manrique de Lara y Castilla (m. 1458).,[3] que como primogénito heredó el núcleo de su patrimonio, aunque también se fundó mayorazgos para los otros seis hijos varones.[6] Fue IV señor y I conde de Treviño, IX señor de Amusco, señor de Navarrete, Ocón, Redecilla y Paredes de Nava, casado con María de Sandoval, hija de Diego Gómez de Sandoval y Rojas y de Beatriz de Avellaneda. Fueron padres, entre otros, de Pedro Manrique de Lara, I duque de Nájera. Después de enviudar, María de Sandoval volvió a casarse con Diego López de Zúñiga, I conde de Miranda del Castañar.
- Rodrigo Manrique (1406-1476), I conde de Paredes de Nava y maestre de la Orden de Santiago.[7] Fue el padre del poeta Jorge Manrique.
- Pedro Manrique de Lara (m. 1470), I señor de Valdezcaray y adelantado mayor de Castilla. Contrajo matrimonio en dos ocasiones.
- Íñigo Manrique de Lara (m. 1485), obispo de Oviedo, de Coria y posteriormente arzobispo de Sevilla y presidente del Consejo de Castilla.
- Gómez Manrique (1412-1490), poeta y dramaturgo del prerrenacimiento español.
- Juan Manrique de Lara (m. c. 1473), arcediano de Valpuesta. Tuvo una hija con Sancha Ortún llamada Catalina Manrique de Lara que contrajo matrimonio con Juan Rodríguez de Rojas, señor de Requena.
- Fadrique Manrique de Lara (m. 1479), alcaide de los alcázares y alguacil mayor de Écija, I señor de Hito y Baños, contrajo matrimonio con Beatriz de Figueroa, señora de Rebolledo de la Torre e hija de Gómez Suárez de Figueroa, señor de Feria, y de Elvira Lasso de Mendoza.
- Garcí Manrique de Lara (m. abril de 1496), I señor de las Amayuelas y corregidor y alcaide de Córdoba. Participó en la conquista de Málaga y contrajo matrimonio en Murcia con Aldonza Fajardo.[8]
- Beatriz Manrique de Lara, contrajo matrimonio con Pedro Fernández de Velasco, conde de Haro e hijo de Juan Fernández de Velasco y de María de Solier.
- Juana Manrique de Lara, esposa de Fernando de Sandoval y Rojas, conde de Denia y Castrojeriz e hijo de Diego Gómez de Sandoval y Rojas, conde de Denia y Castrojeriz, y de Beatriz de Avellaneda, señora de Gumiel de Izán.
- Leonor Manrique de Lara (n. 1410), contrajo matrimonio con Álvaro de Zúñiga y Guzmán, I duque de Béjar y II conde de Plasencia e hijo de Pedro de Zúñiga y Leyva, señor de Béjar, y de Isabel de Guzmán.
- Isabel Manrique de Lara, esposa de Pedro Vélez de Guevara, señor de Oñate.
- Inés Manrique de Lara, esposa de Juan Hurtado de Mendoza, señor de Cañete e hijo de Diego Hurtado de Mendoza y de Teresa de Guzmán.
- Aldonza Manrique de Lara (m. c. 1468), primera abadesa del monasterio de la Consolación de Calabazanos.
- María Manrique de Lara (m. después de 1468), contrajo matrimonio con Rodrigo de Castañeda, señor de Fuentidueña. Viuda y sin descendencia, fue abadesa del monasterio de la Consolación de Calabazanos, sucediendo en 1468 a su hermana Aldonza Manrique de Lara.